# Б-412
Б-412 — советская и российская подводная лодка проекта 671РТМ «Щука».

## Постройка
2 февраля 1977 года была официально зачислена в списки кораблей ВМФ СССР. 29 октября 1978 года состоялась закладка корабля на судостроительном заводе имени Ленинского Комсомола в Комсомольске-на-Амуре под заводским номером 296.
6 сентября 1979 года была спущена на воду, 30 декабря того же года официально вошла в строй.

## Служба
12 января 1980 года вошла в состав 45-й дивизии 2-й флотилии подводных лодок Тихоокеанского флота.
В 1985 году переведена в состав 10-й дивизии 2-й флотилии подводных лодок Тихоокеанского флота.
С 1988 года по 1991 год прошла ремонт на судоремонтном заводе «Нерпа».
28 апреля 1992 года была переименована в Б-412.
В том же году была поставлена на ремонт на завод «Звезда», но в 1996 году ввиду отсутствия финансирования была выведена из состава ВМФ. Утилизирована в 2003 году на ОАО ДВЗ «Звезда»

## Командиры
- Бабушкин В. В.
- Абросимов С. А.
- Рыбалко В.И